# Sarkophag von Agia Triada

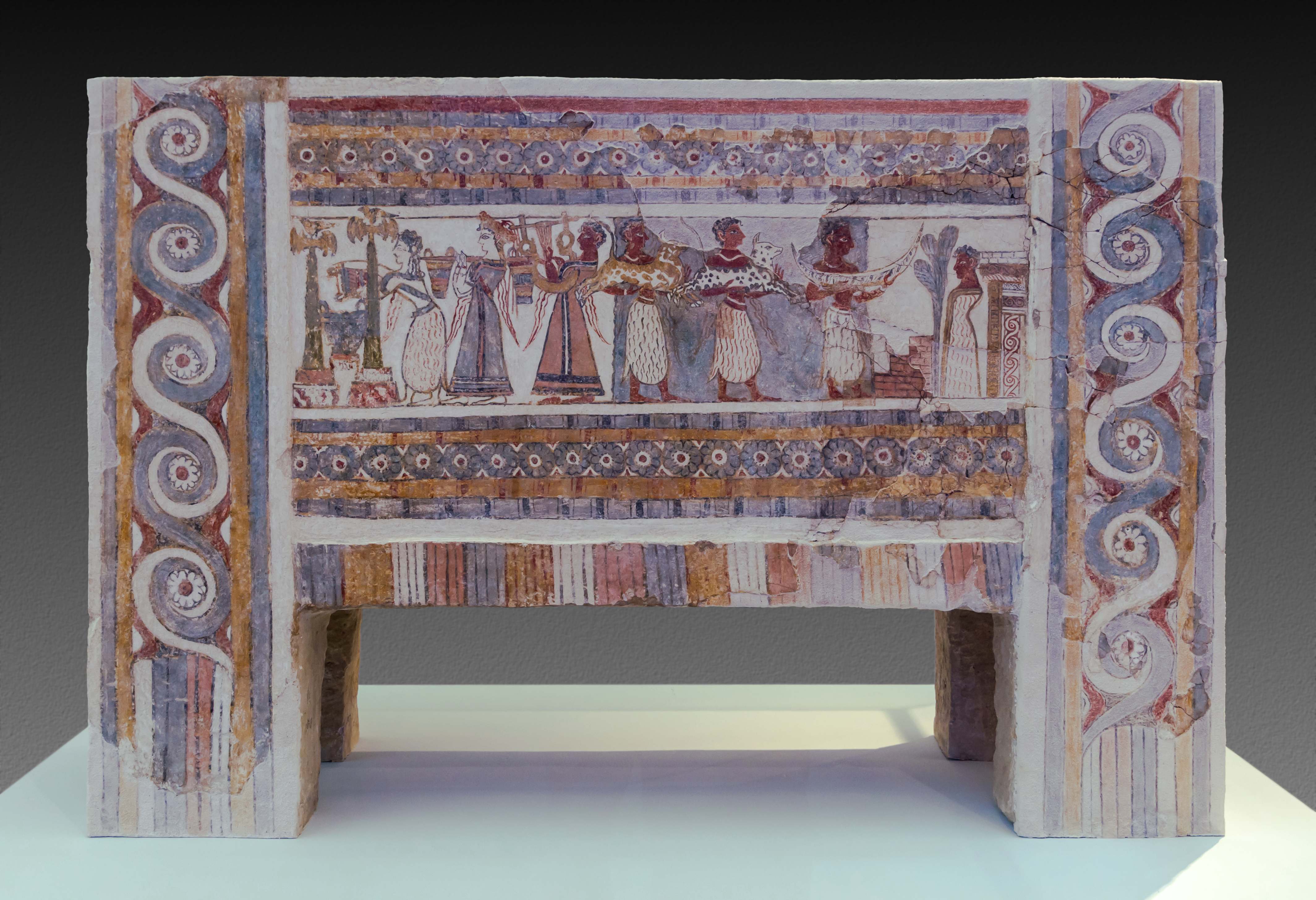
Sarkophag von Agia Triada

Der Sarkophag von Agia Triada (neugriechisch Σαρκοφάγος της Αγίας Τριάδας Sarkofagos tis Agias Triadas) ist ein stucküberzogener Kalksteinsarg aus der Zeit der minoischen Kultur, der außen freskenartig bemalt ist. Er wurde Anfang des 20. Jahrhunderts in einem Kammergrab nordöstlich der Ausgrabungsstätte des Palastes von Agia Triada auf der griechischen Insel Kreta gefunden. Allgemein wird der Sarkophag auf etwa 1370 bis 1300 v. Chr. der dritten oder kretomykenischen Palastzeit Kretas (SM III A2) datiert. Er befindet sich heute im Archäologischen Museum in Iraklio, der Hauptstadt Kretas.

## Fundort in der Messara
Koordinaten der Fundstelle: 35° 3′ 35,7″ N, 24° 47′ 38,4″ O
Der Sarkophag von Agia Triada wurde im Sommer 1903 durch italienische Archäologen während der Ausgrabungen von Agia Triada in der Messara-Ebene entdeckt. Er befand sich mit einem weiteren, unbemalten Sarkophag aus Terrakotta in einem rechteckigen Kammergrab auf dem nach Süden ansteigenden Gelände etwa 280 Meter südlich des Geropotamos (Γεροπόταμος ‚starker Fluss‘) zwischen 30 und 40 Meter über dem Meeresspiegel. Das Kammergrab mit den Innenmaßen von 2,39 × 1,95 Meter wies eine annähernde Ost-West-Ausrichtung auf, mit einem 0,87 Meter breiten Eingang mit Kalksteinschwelle im Osten. Die Grabwände aus ziemlich regelmäßigen, aber nicht allzu großen Steinen hatten Wandstärken von 0,90 Meter (Ost- und Westwand) bzw. 0,95 Meter (Nord- und Südwand). Die Südwand war bis auf eine Höhe von 1,20 Meter, die beiden Seitenwände im Osten und Westen bis auf 0,90 Meter und die Nordwand bis auf eine Höhe von 0,65 Meter erhalten.
Der undekorierte Terrakotta-Sarkophag war mit der Längsseite in Ost-West-Ausrichtung parallel zu den Grabwänden in den Boden der Grabkammer eingelassen. Der bemalte Kalkstein-Sarkophag lag in gleicher Ausrichtung umgestürzt auf dem ersteren. Die Malereien der nach unten liegenden Seite des Sarkophages wurden dabei besser erhalten als die der oberen Seite. Beide Sarkophage hatten eine Tiefe von 0,55 Meter. Die Außenmaße unterschieden sich jedoch, so war der Sarkophag aus Terrakotta 1,01 Meter lang und 0,38 Meter breit, der Sarkophag aus bemaltem Kalkstein 1,38 Meter lang und etwa 0,45 Meter breit, was ausreichend für einen Leichnam in geduckter Haltung war. Der für eine solche Bestattung zu kleine Terrakotta-Sarkophag, in dem sich der Schädel einer erwachsenen Person und ein paar Knochen befanden, wurde von den Ausgräbern als Ossilegium (so viel wie Ossuar oder Knochenkasten) gedeutet, der die Überreste aus dem größeren Kalkstein-Sarkophag aufnahm, wenn in diesem eine weitere Person beerdigt wurde.
Das Kammergrab wurde in geplündertem Zustand aufgefunden. Von den Deckeln der Sarkophage fand sich nur ein Bruchstück des Randes des Kalkstein-Sarkophages. In ihm lagen zwei deformierte und unvollständige Schädel. Außen neben dem Terrakotta-Sarkophag steckte ein langer Knochen, wahrscheinlich ein Schienbein, fast senkrecht im Boden. Während der hohe künstlerische Wert des bemalten Kalkstein-Sarkophages auf eine reichhaltige Ausstattung schließen ließe, wurden nur wenige Grabbeigaben gefunden. Bis auf ein Rasiermesser und einen gravierten Stein lagen die Fundstücke um die beiden Sarkophage auf dem Boden verstreut. So befand sich in den oberen Schichten das Fragment einer weiblichen Tonstatuette mit Brust, Bauch und dem rechten Arm zu den Brüsten angelegt, wobei der linke Arm fehlt. In der nordwestlichen Ecke der Grabkammer fand sich eine schalenförmige Steinvase aus grauem Granit mit Ringhenkel und einem langen, schmalen, nach oben offenen Ausguss. In der Südwestecke der Kammer lag ein 0,17 Meter langes und oben 0,06 Meter breites bronzenes Rasiermesser, das anscheinend einen geraden Schaft besaß. Im Terrakotta-Sarkophag wurden ein weiteres, kleineres Rasiermesser sowie ein mit einer geflügelten Sphinx gravierter linsenförmiger Karneol gefunden. In der Erde der Grabkammer waren zudem Splitter eine Tritonschnecke verstreut.

## Beschreibung des Sarkophags
Der dekorierte Kalkstein-Sarkophag von Agia Triada wurde erstmals 1908 von Roberto Paribeni im Artikel Il sarcofago dipinto di Haghia Triada ausführlich beschrieben. Es handelt sich um einen mit farbigen Kultszenen bemalten Sarg, der wie zwischen vier mit Spiralbändern dekorierten Steinpfeilern eingehängt wirkt. Sie bilden 24,5 Zentimeter hohe Füße an den Außenecken, alle etwa 24 Zentimeter lang und 11,5 Zentimeter breit. Der mittlere Teil des Sarges zwischen den Füßen ist 84 Zentimeter lang und, bei einer Gesamthöhe des Sarkophags von 89,5 Zentimetern, 65 Zentimeter hoch. Der innere Hohlraum ist bei einer Tiefe von durchschnittlich 55 Zentimetern oben 1,26 ½ Meter und am Boden 1,19 Meter lang, die Breite beträgt 33 Zentimeter.

Die vier Seiten des Sarkophags
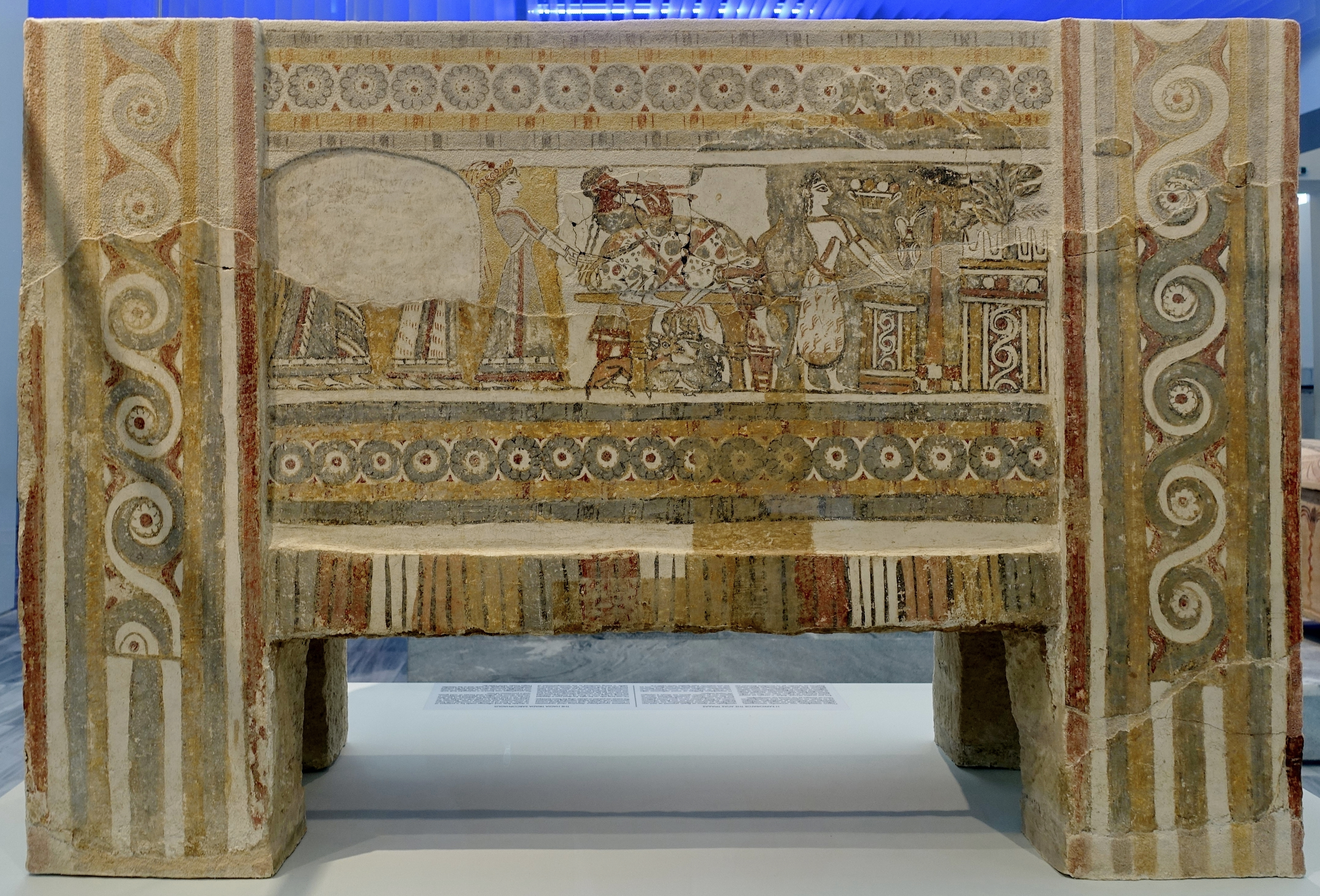
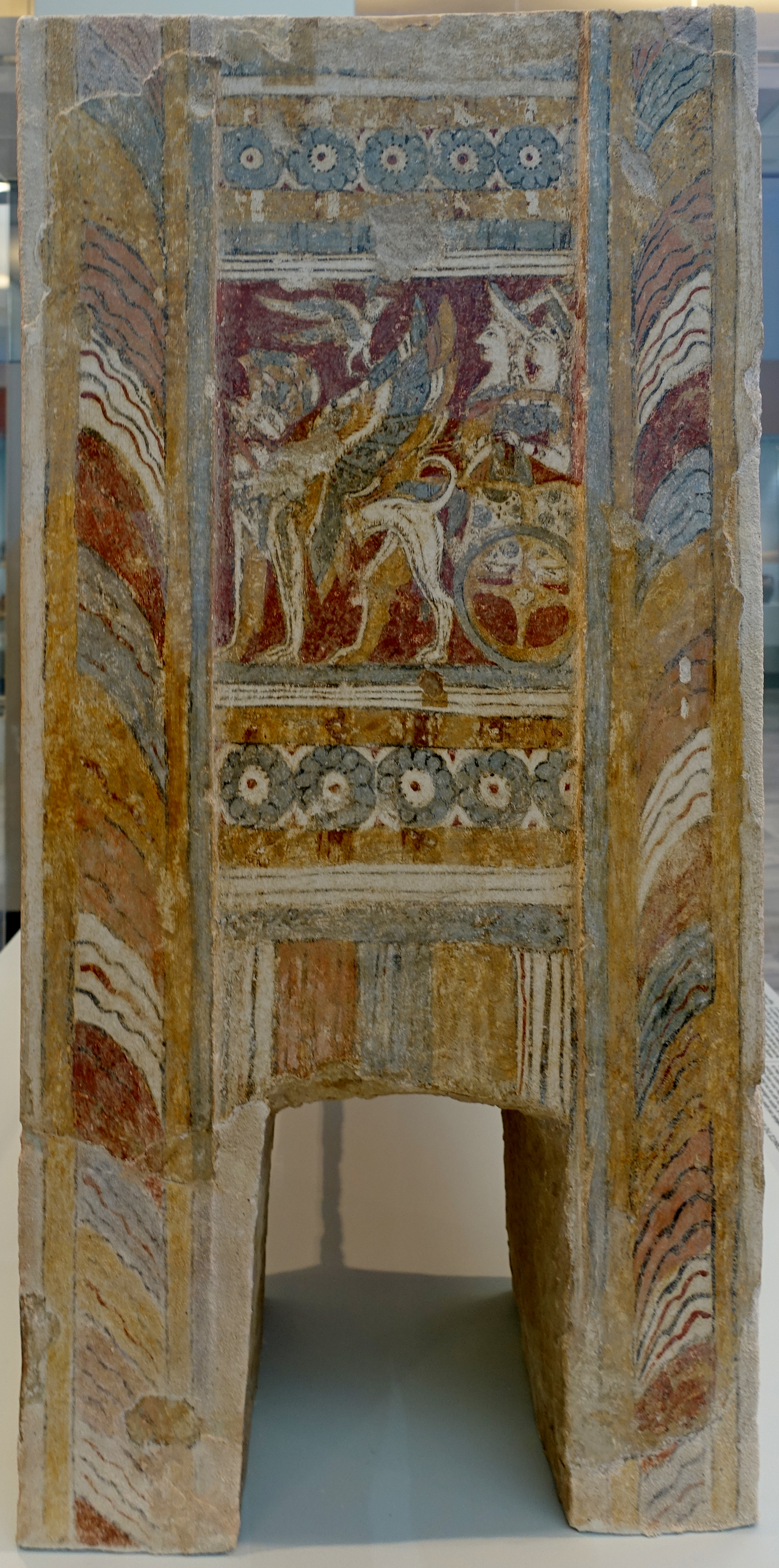
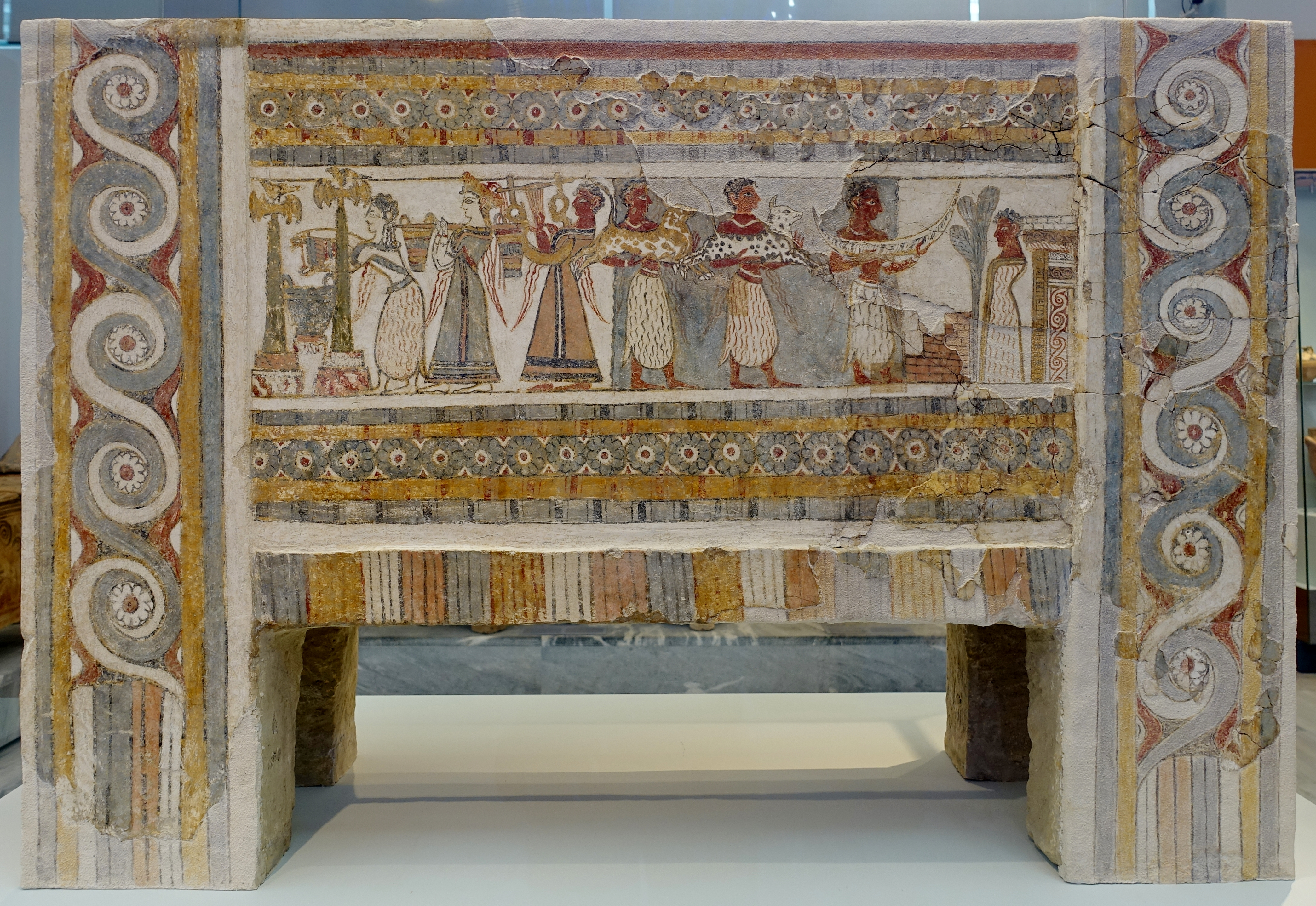
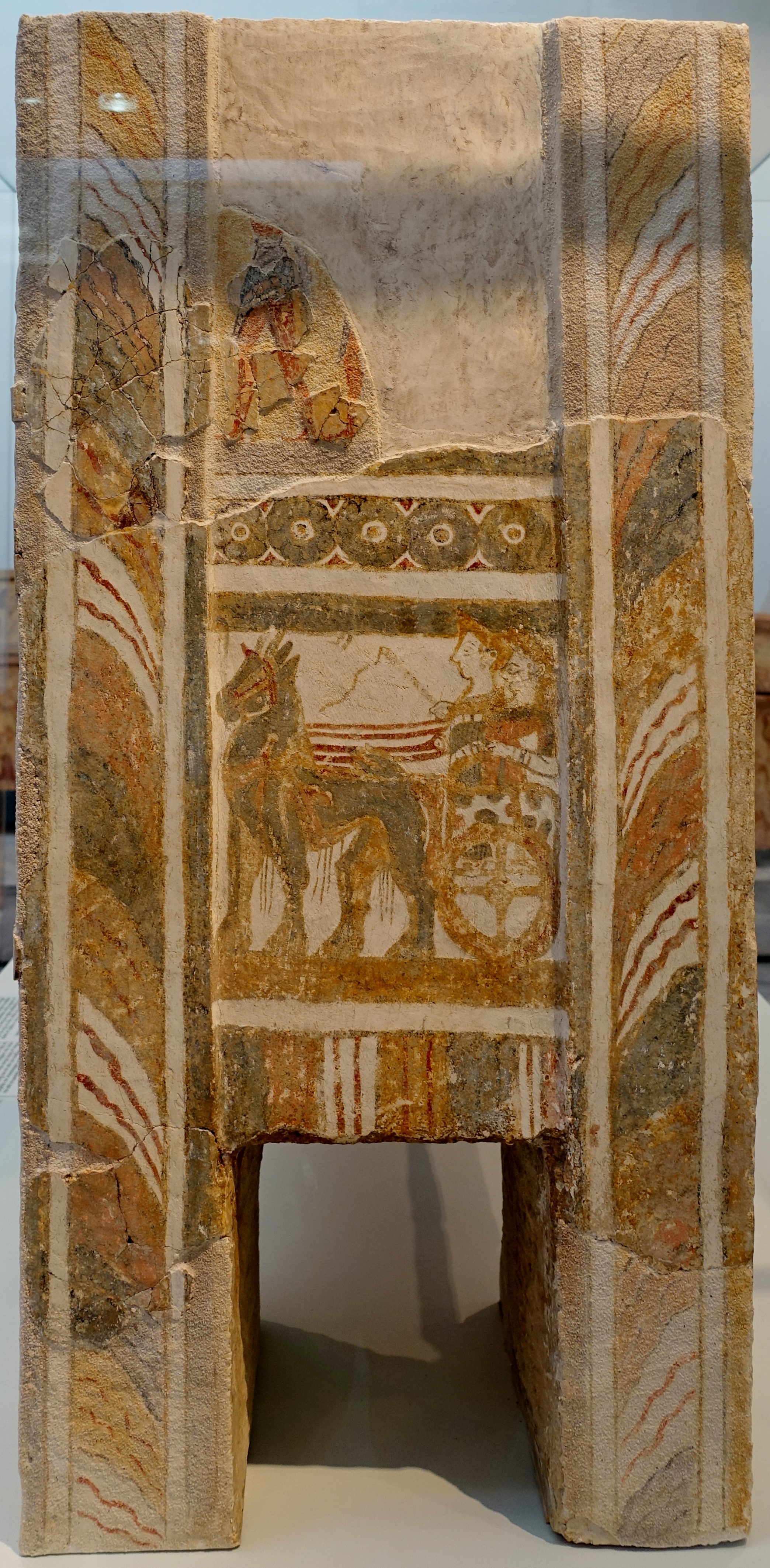

Die Bemalung des Sarkophags ist in den Farben Schwarz, Grau, Weiß, Rosa, Rot, Grün, Gelb und Blau gehalten. Sie ist in Freskotechnik aufgebracht und bedeckt die gesamten Flächen aller vier Seiten, wobei große Teile der Bildkomposition erhalten sind. Lediglich an einer Längsseite fehlt ein größeres Teil des Kalkputzes, das den oberen Teil der Begleitpersonen eines Schlachtopfers zeigte, und an einer der Schmalseiten ist der Putz des oberen Bereiches abgeplatzt. Der Sarkophag wurde 1955 bis 1956 gereinigt und restauriert.
Die eine Längsseite des Sarkophags ist zwischen den seitlichen Spiralbändern mit einem Schlachtopfer vor einem heiligen Schrein dekoriert. Letzterer steht am rechten Bildrand und ist mit vertikallaufenden Spiralen und im oberen Bereich mit waagerecht gelagerten Balkenköpfen versehen. Als Dachbekrönung sind vier Kulthörner zu erkennen, zwischen denen ein Ölbaum wächst. Vor dem Schrein steht ein sich nach oben verjüngender Schaft, auf dem eine Doppelaxt (Labrys) mit zusätzlichen Zierschneiden angebracht ist, auf der ein schwarzer Vogel, möglicherweise ein Rabe, sitzt. Links neben der Doppelaxt zelebriert eine langgelockte Priesterin mit Fellrock und besatzverziertem Ärmelmieder eine Opfergabe in einer Schale auf einem mit Spiralen verziertem Altar. Daneben sieht man eine Henkelkanne und über dem Altar einen hängenden Korb mit Früchten.

Schlachtopfer vor heiligem Schrein
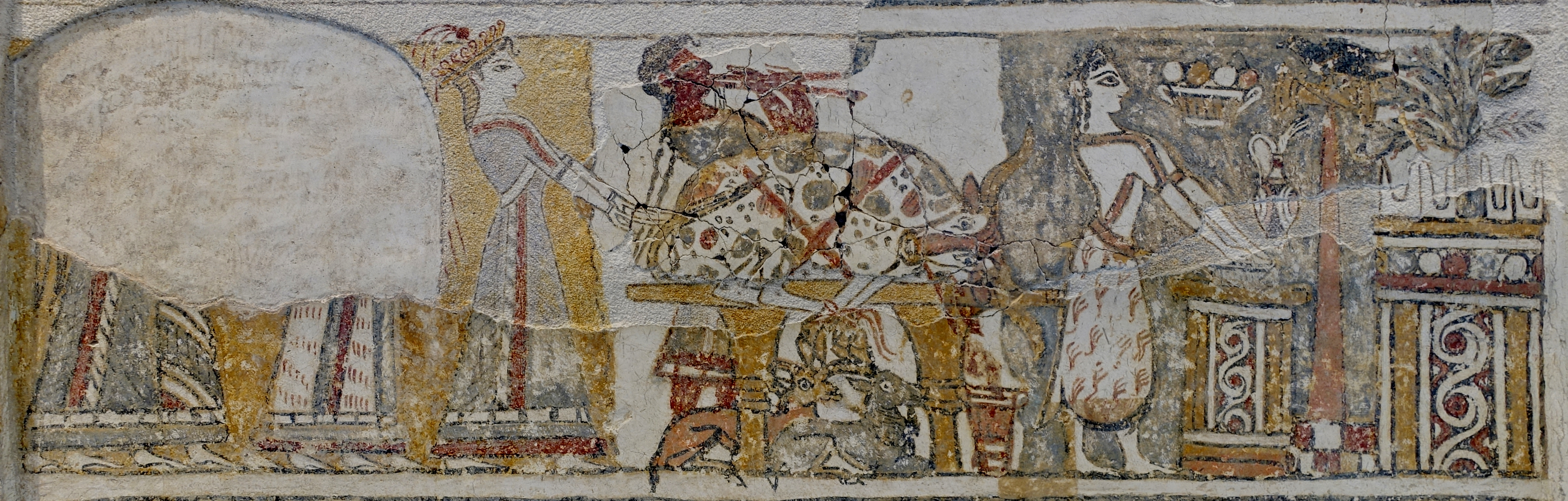

Auf einer ockergelben Schlachtbank liegt hinter der Priesterin ein mit kreuzweise laufenden roten Stricken gebundenes geflecktes Rind mit vergoldeten Hörnern und gefesselten Läufen. Aus einem Halsschnitt läuft das Blut des Rindes in einen Henkeleimer unter der Bank. Zwischen den anscheinend rundgedrechselten Beinen der Schlachtbank liegen zwei Ziegen und hinter ihnen und dem geopferten Rind spielt eine männliche Person auf einer Doppelflöte (Aulos). Links schließen sich fünf Frauen in buntgemusterten Kleidern an, deren vorderste das Opferrind mit den Fingerspitzen rituell berührt. Von den Frauengestalten ist nur das untere Drittel mit den Füßen erhalten.
Auf der anderen Längsseite des Sarkophags ist rechts eine kleine bartlose männliche Person mit dem Profil nach links abgebildet, die vor einem Bauwerk mit Spiraldekoration steht und den Hinterkopf an das oben abschließende Gesims aus zwei Reihen von Mauersteinen lehnt. Unter den kurzen lockigen Haaren ist das geöffnete linke Auge im Antlitz der braunroten Hautfarbe zu erkennen. Die Person trägt einen ärmellosen Umhang, dessen aufgemalte Zotten ein Tierfell annehmen lassen und der einen breiten dreilinigen Saum vom Hals über die Brust bis, wahrscheinlich, da nicht erhalten, zum Boden aufweist. Vor der Person stehen eine in Blau gehaltene Pflanze und ein dreistufiger Altar aus Mauersteinen. Von links nähern sich drei Männer in Fellröcken, die anscheinend Opfergaben bringen. Dabei handelt es sich um die Modelle einer verzierten Barke und zweier galoppierender gefleckter halbwüchsiger Stiere.

Darbringung von Flüssigkeit und Opfergaben
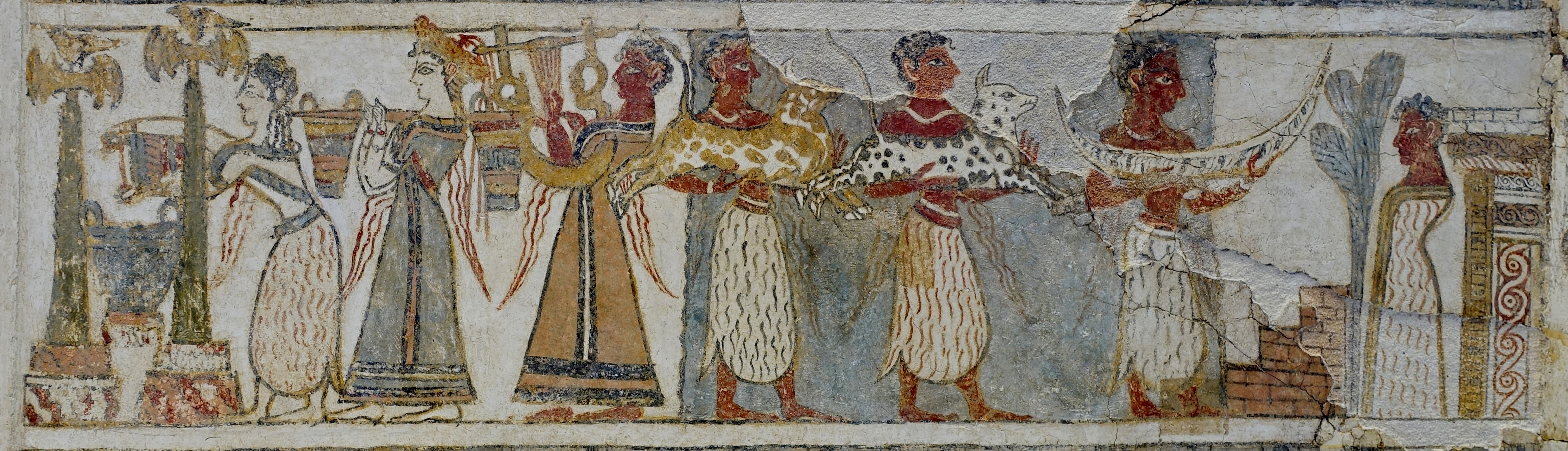

Die Szenerie dieser Seite des Sarkophages ist zweigeteilt. Links steht ein blauer Kessel mit zwei Henkeln über einem Feuer zwischen den Stufensockeln zweier Doppeläxte mit zusätzlichen Zierschneiden auf sich nach oben verjüngenden Schäften. Auf den goldenen Kultäxten sitzt jeweils ein Vogel, wie auf der anderen Seite des Sarkophags mit nach links gewandtem Kopf. Eine Priesterin im Fellrock gießt eine imaginäre Flüssigkeit aus einem Henkeleimer in den Kessel. Hinter ihr bringt eine Frau in blauem Ärmelkleid zwei weitere, gleichartige Henkeleimer an einem braunen Tragjoch. Ihr folgt ein Mann in hellbraunem Kleid, der auf einer siebenseitigen Kithara oder Lyra spielt.

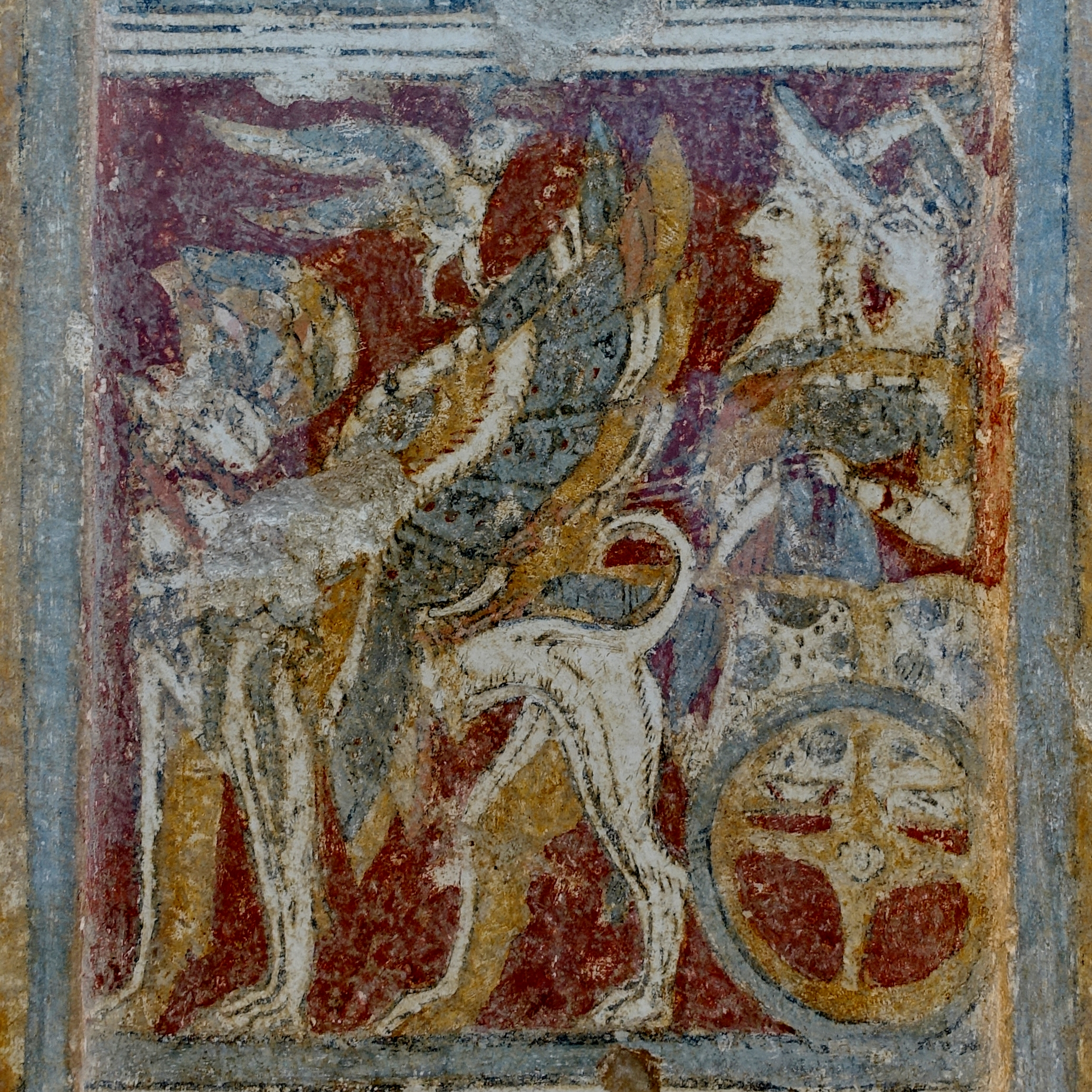
Streitwagen mit Greifen und einem Vogel

Auf den Schmalseiten des Sarkophags ist je ein Streitwagen dargestellt, einer vor einem roten, der andere vor einem weißen Hintergrund. Die Räder der Wagen haben vier Speichen. In jedem der beiden gefleckten, wahrscheinlich mit Fell überzogenen Wagenkörbe stehen zwei Frauen mit Kronen. Einer der Streitwagen wird von zwei Greifen gezogen. Sie sind ein Hinweis darauf, dass es sich auf dem Wagen um Göttinnen handelt. Über den Greifen fliegt ein weißer Vogel mit blauen Flügeln.

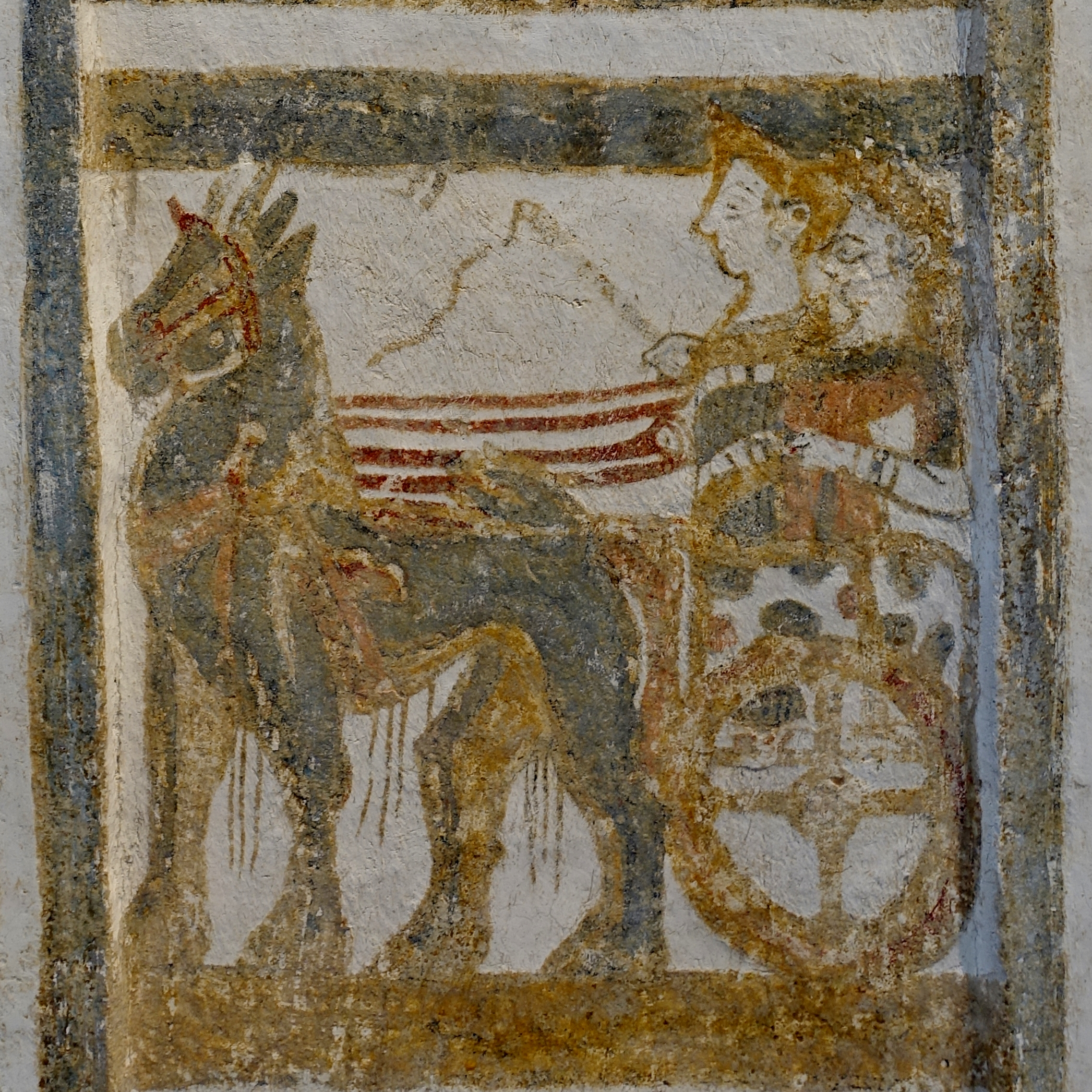
Streitwagen mit Pferden oder Wildziegen

Über dem Streitwagen der anderen Schmalseite sind die Reste einer Männerprozession erkennbar. Da die meisten Teile des Kalkputzes im oberen Bereich der Seite fehlen, kann die Szene nicht beschrieben werden. Der Streitwagen darunter wird entsprechend unterschiedlichen Interpretationen von zwei Pferden, Maultieren oder Wildziegen mit langen Hörnern gezogen. In Anbetracht der Gesamtkörperform der Tiere wie auch fehlender Details, beispielsweise typischer Ziegenbärte, ist es wahrscheinlich, dass es sich um gedrungene Pferde oder Maulesel handelt, die mit Hörnern ausgewachsener Wildziegenböcke am Zaumzeug geschmückt sind. Die Zügel sind als vier durchhängende rote Streifen dargestellt. Eine der beiden Frauen auf dem Streitwagen führt eine Peitsche in der Hand.

## Deutung der Dekoration
Der Sarkophag von Agia Triada ist der einzige Steinsarkophag, der jemals auf Kreta gefunden wurde. Der griechische Archäologe Jannis Sakellarakis nahm an, dass das Grab, in dem er sich befand, ursprünglich als Beerdigungsstätte eines Prinzen in den Jahren der mykenischen Herrschaft auf Kreta diente. Die freskenartigen Darstellungen auf dem Sarkophag interpretierte er als vollständiges Bild der typischen Kulthandlung, die Teil der Bestattungszeremonie hoher Würdenträger war. Trotz des Zusammentreffens kultischer Elemente, wie Doppeläxte, heilige Bäume, Altäre und Kulthörnern, sieht Sakellarakis hier nicht den Kult zu Ehren eines Gottes dargestellt. Religiöse Verehrung und die Opferung des heiligen Stieres seien in minoischer Zeit auch irdischen Personen dargebracht worden, den Priesterkönigen und den Mitgliedern der königlichen Familie, denen schon zu Lebzeiten göttliche Ehren zuteilwurden.
Die britische Archäologin Lesley Fitton sieht die dargestellten Kultszenen tief in der minoischen Tradition verwurzelt. Ob in dem Sarkophag ein Minoer oder ein Mykener bestattet wurde, sei nicht mehr feststellbar. Fitton nimmt an, dass die Unterscheidung beider Volksgruppen im Verlauf der späten Bronzezeit immer mehr an Bedeutung verlor. Die griechischen Mykener fühlten sich in der dritten oder vierten Generation wahrscheinlich ebenso als „Kreter“, wie die einheimischen Minoer.
Die freskenartigen Darstellungen sind von ungleicher Qualität, was auf mehrere Künstler hindeuten könnte. Bei Betrachtung der Szenen stellt sich zunächst die Frage nach der kleinen bartlosen männlichen Person ohne Arme am rechten Rand der einen Längsseite des Sarkophags. Für eine Gottesdarstellung erscheint sie zu klein und leblos, zudem in einem unkretischen Gewand. Jannis Sakellarakis hält die Person für die Erscheinung des Toten vor seinem Grab, um die ihm dargebrachten Gaben entgegenzunehmen.
Die Kleider der dargestellten Frauen und des Kithara- oder Lyraspielers erscheinen eher mykenisch als minoisch, wohingegen andere Merkmale eindeutig dem minoischen Kultbrauch zuzurechnen sind, wie die heiligen Hörner auf dem Haus der Gottheit oder deren Erscheinung als Vogel, der sich auf einer goldenen Doppelaxt niederlässt. Das Tragen von Tierhautkleidung ist auch von altägyptischen Totenpriestern bekannt und die goldene Kultkrone auf dem Haupt der Tragjochträgerin ähnelt den mit aufgestellten Blättern und Blüten verzierten Kronen aus Goldblech, die in den Schachtgräbern von Mykene gefunden wurden.
Der Archäologe Friedrich Matz sah in der Dekoration des Sarkophags Szenen des minoischen Totenkultes und setzte sie in Beziehung zum sogenannten Tempelgrab südlich von Knossos. Er fügte die Darstellungen der vier Seiten zu zwei Bildern zusammen, die die Ecken übergreifen. Die kleinere Szene umfasst die drei männlichen Personen in Fellröcken, die anscheinend Opfergaben zum Kultbau mit der davor stehenden kleineren Person bringen, und den Streitwagen mit Pferden oder Wildziegen sowie den darüber angeordneten Schreitenden, die sich dem Kultbau entgegen bewegen. Das größere der beiden Bilder beginnt mit dem Kithara- oder Lyraspieler und setzt sich über den Greifenwagen der Schmalseite bis zum heiligen Schrein mit den vier Kulthörnern auf der anderen Längsseite fort, wo sich fünf andere Personen mit Opfergaben vor dem Schrein aufhalten. In beiden Fällen schreiten eine Anzahl von Menschen, begleitet von je einem Streitwagen, auf einen kultischen Bau zu. Während die kleine Szene die Beschwörung des Toten durch Opfergaben und seine vorübergehende Erweckung zeige, bei der er in Begleitung eines Gottes oder einer Göttin auf einem Streitwagen von fernher kommt, sei die größere, auf drei Seiten umlaufende Szene eine chthonische Beschwörungszeremonie des Totenkultus, mit der sich das Werden und Vergehen der Natur im Wechsel der Jahreszeiten verbindet.